# Morro Labra
Der Morro Labra (spanisch; in Argentinien Morro Carrizo) ist ein Hügel auf der Joinville-Insel in der Gruppe der Joinville-Inseln vor der Nordspitze der Antarktischen Halbinsel. Er ragt oberhalb des King Point an der nordwestlichen Begrenzung der Einfahrt zur Ambush Bay auf.
Chilenische Wissenschaftler benannten ihn Roberto Labra Muñoz, Delegierter des chilenischen Heeres an Bord der Maipo bei der 9. Chilenischen Antarktisexpedition (1954–1955), der Bereits im antarktischen Winter 1950 als Leiter der Bernardo-O’Higgins-Station fungiert hatte. Argentinische Wissenschaftler benannten ihn dagegen nach Segundo Carrizo, der 1903 zur Besatzung des Schiffs Uruguay gehört hatte.